# 17022 Хюйсєн
17022 Хюйсєн (17022 Huisjen) — астероїд головного поясу, відкритий 18 лютого 1999 року.
Тіссеранів параметр щодо Юпітера — 3,463.